# Hutterité

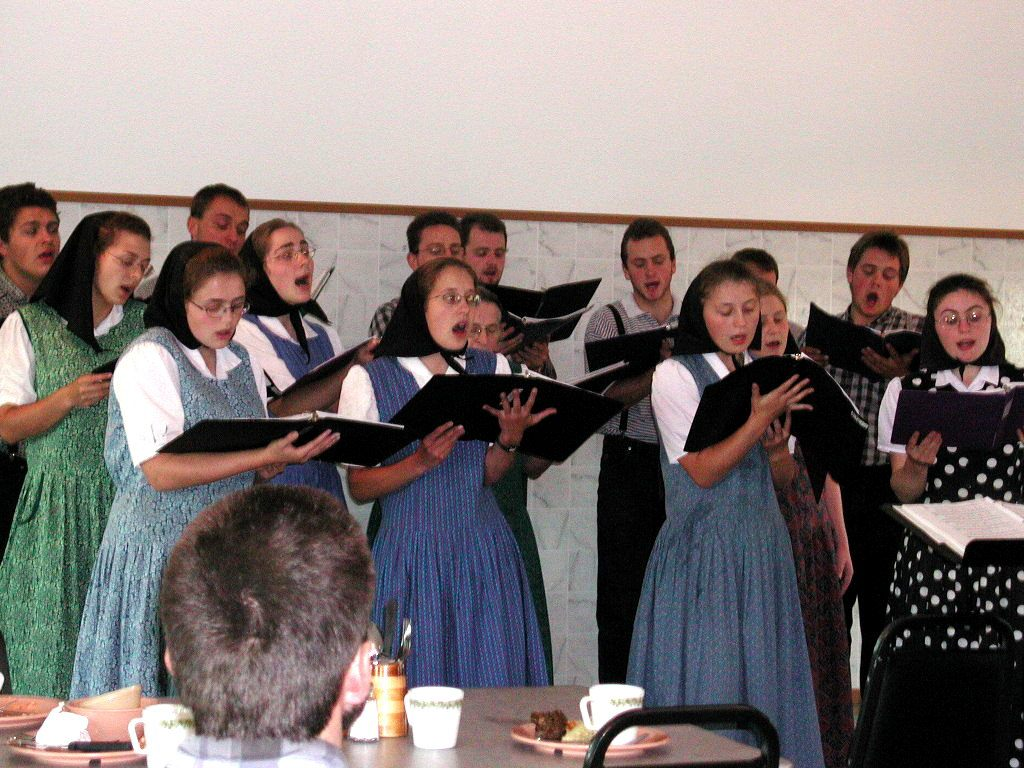
Pěvecký sbor Hutteritů

Hutterité jsou náboženskou skupinou, jednou z větví anabaptismu. Jako amišové a mennonité mají své začátky v radikální reformaci 16. století. Hutterité se objevili na Moravě po r. 1525, kam přišli z Tyrolska a Korutan. Od mučednické smrti svého zakladatele Jakoba Huttera v r. 1536 byli hutterité často pro svou víru pronásledováni. Jejich „zlatý věk“ na Moravě skončil v r. 1622, kdy byli vypovězeni ze země. Odešli na Slovensko, Ukrajinu a do Rumunska. Ježto hutterité věří v absolutní pacifismus a společné vlastnictví majetku, byli i v pozdějších dobách perzekvovaní, a nakonec se rozhodli spolu se skupinou mennonitů odejít do Severní Ameriky koncem 19. století, a usadili se v Teritoriu Dakoty. Z malé skupiny (asi 400 lidí) existuje dnes asi 50 000 hutteritů v mnoha státech USA i v Kanadě. V Evropě již neexistují.

## Hutteritské komunity

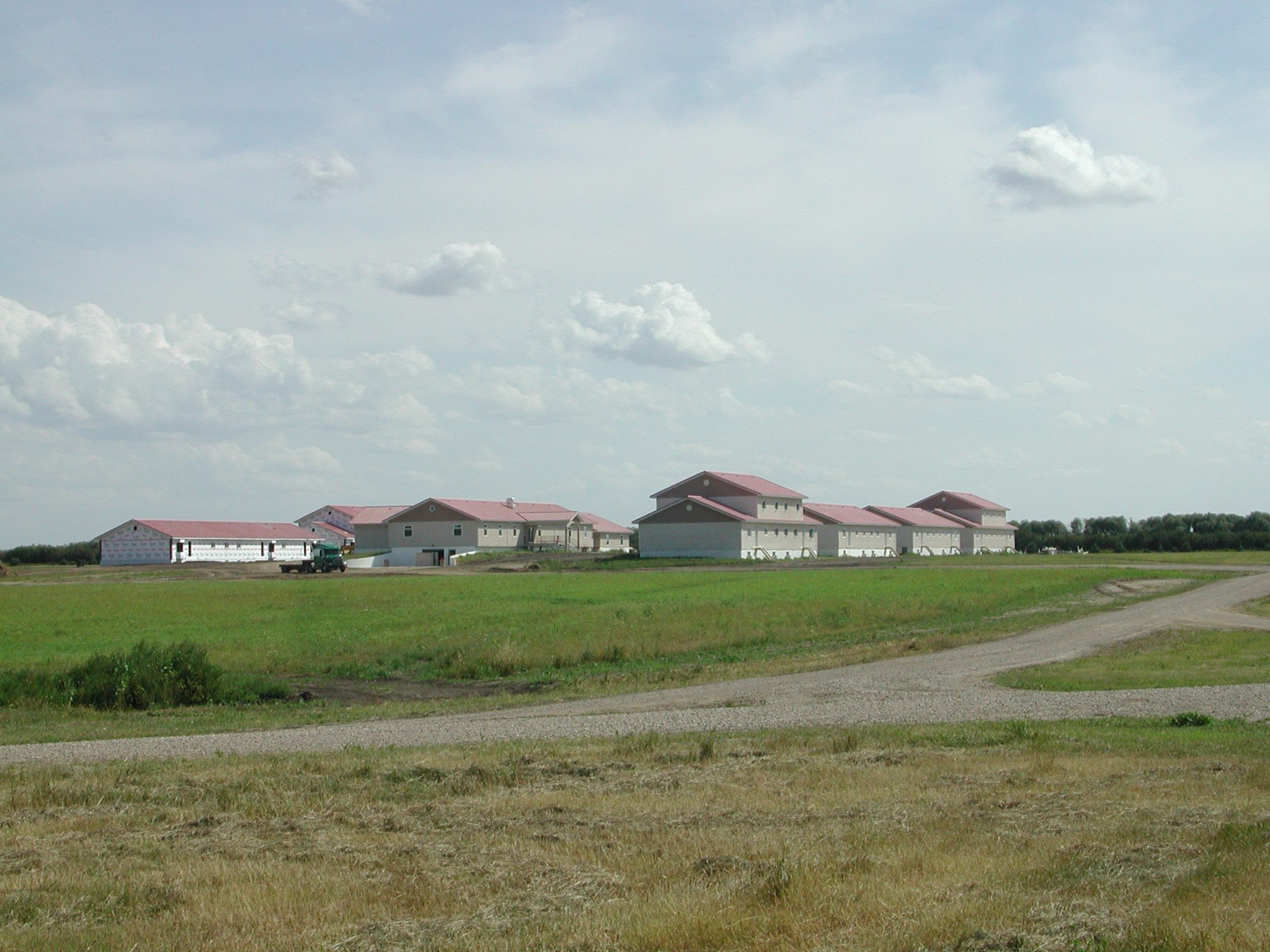
Nová kolonie

Hutterité žijí ve venkovských komunitách, zvaných kolonie, jejichž hospodářství je založeno převážně na zemědělství. Soukromý majetek téměř neexistuje. Když osada doroste asi 100 lidí, začnou plánovat založení nové osady, kam se nakonec přesune polovina obyvatelů původní vesnice. Hutterité mají vysokou porodnost. Dosud mluví starým německým dialektem s tyrolskými a slovanskými (a dnes i anglickými) prvky. Jejich zemědělské usedlosti využívají moderní technologie, ale jejich kontakt s okolním světem je minimální.
Dnes existují tři hlavní větve hutteritů: Schmiedeleut, Dariusleut a Lehrerleut. Mezi těmito větvemi existují rozdíly, např. ve stylu oblékání či v organizační struktuře. Jejich originální doktrína je však pro všechny identická a rozdíly jsou většinou jen geografického původu.
Roku 2004 bylo ve světě 483 hutteritských komunit:
- Kanada (347)
  - Větev Dariusleut (142): Alberta (109), Saskatchewan (31), Britská Kolumbie (2)
  - Větev Schmiedeleut (105): Manitoba (105)
  - Větev Lehrerleut (99): Alberta (69), Saskatchewan (30)
- Spojené státy americké (134)
  - Větev Schmiedeleut (69): Jižní Dakota (53), Minnesota (9), Severní Dakota (7)
  - Větev Lehrerleut (44): Montana (44)
  - Větev Dariusleut (21): Montana (15), Washington (5), Oregon (1)
- Japonsko (1)
  - Větev Dariusleut (1)
- Nigérie (1)
  - Větev Schmiedeleut (1)